# Потсдамские ворота

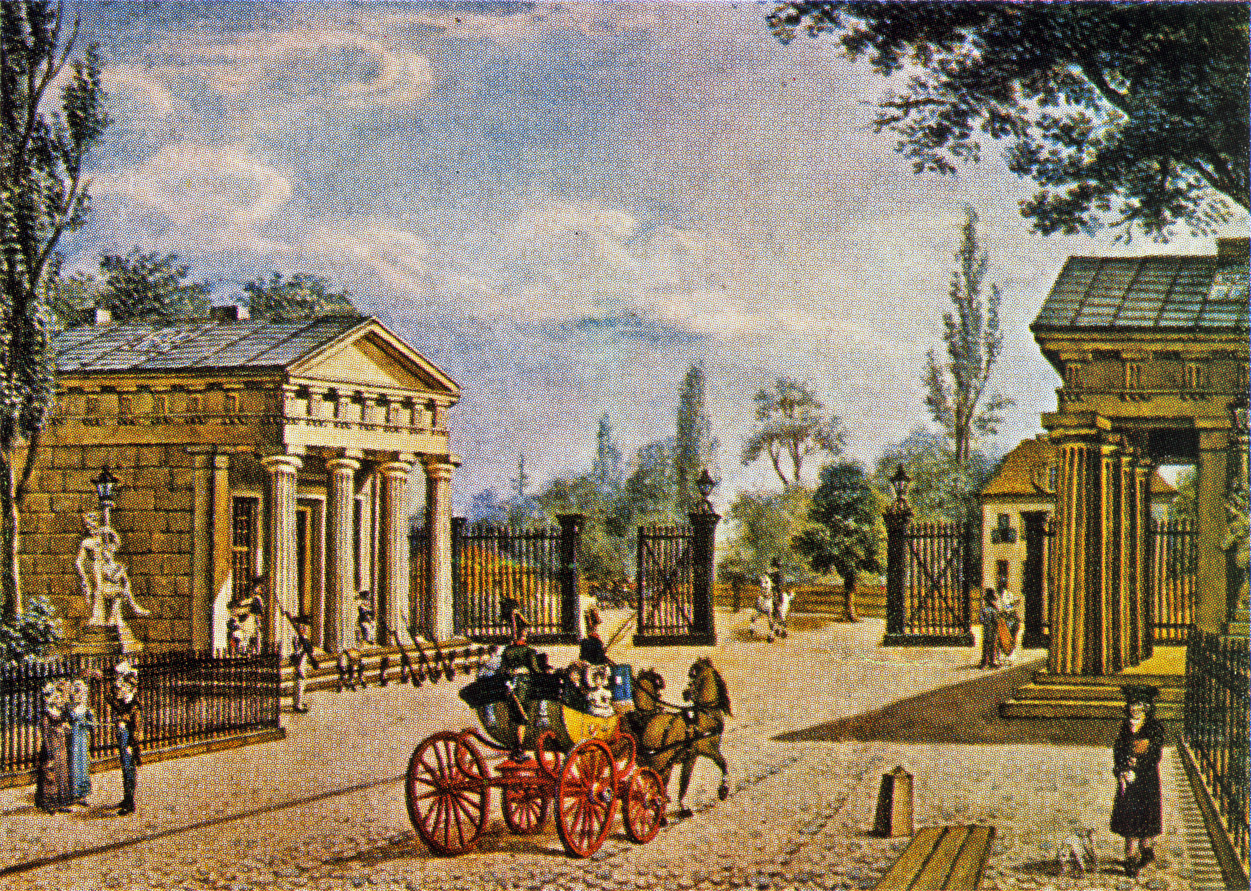
Ф. А. Калау. Потсдамские ворота в Берлине. Ок. 1824. Акварель

Потсдамские ворота (нем. Potsdamer Tor) — несохранившиеся ворота в составе таможенной стены в Берлине, находились между современными Потсдамской и Лейпцигской площадью. Были возведены в 1734 году и перестроены в 1824 году по проекту Карла Фридриха Шинкеля. В 1867 году Берлинская таможенная стена была снесена, но «караульни» (Torhäuser) в классицистическом стиле были сохранены и определяли облик обеих площадей. Во Вторую мировую войну они были разрушены до фундамента, которые были окончательно снесены в 1961 году при возведении Берлинской стены. В ходе восстановления Потсдамской и Лейпцигской площадей в 1990-е годы на месте, где когда-то находились караульни Потсдамских ворот, были построены входы на подземную железнодорожную станцию.